# Андрієнко Микола Карпович
Мико́ла Ка́рпович Андріє́нко (нар. 15 вересня 1925 — пом. 8 березня 2003) — повний кавалер ордена Слави, в роки радянсько-німецької війни стрілець 102-го гвардійського стрілецького полку 35-ї гвардійської Лозівської Червонопрапорної орденів Суворова і Богдана Хмельницького стрілецької дивізії 8-ї гвардійської армії 1-го Білоруського фронту, гвардії єфрейтор.

## Біографія
Народився 15 вересня 1925 року в селі Гельмязів Золотоніського району Черкаської області в селянській родині. Українець. Закінчив 8 класів Гельмязівської середньої школи. Працював у колгоспі.
З початком радянсько-німецької війни залишився на окупованій території. Був мобілізований на примусові роботи на відновлення залізниці. Утік, переховувався в рідному селі, поки не був виданий поліцаєм. Був затриманий. Коли його та інших мешканців села вели на розстріл під місто Золотоношу, знову втік. Продовжував ховатися у селі до приходу Червоної Армії.
У вересні 1943 року добровольцем пішов на фронт. Був направлений в запасний полк під містом Саратовом, де пройшов військову підготовку, отримав спеціальність кулеметника. Бойове хрещення прийняв у складі 142-го гвардійського стрілецького полку 35-ї гвардійської стрілецької дивізії. У боях в ході Березнегувато-Снігурівської операції навесні 1944 року був поранений. Після нетривалого лікування повернувся у свою дивізію, але вже у 102-й гвардійський стрілецький полк.
У складі цього полку пройшов бойовий шлях від Ковеля до Берліна. Воював у складі 3-го Українського і 1-го Білоруського фронтів. Брав участь у форсуванні Західного Бугу. На польській землі спільно з танкістами 2-ї танкової армії визволяв місто Люблін, відзначився під час форсування річки Вісли.
1 серпня 1944 року у складі взводу молодшого лейтенанта Василенка одним з перших подолав річку Вісла у районі міста Магнушев (Польща). 27 десантників-добровольців стрімким кидком здобули ворожі траншеї, захопили важливий плацдарм, і більше 5 діб утримували рубіж до підходу головних сил полку. У ході цих боїв молодий кулеметник Андрієнко відбив близько десятка атак, знищив кілька десятків ворогів.
8 серпня в районі населеного пункту Михайлув, на південь від міста Магнушев, Андрієнко приховано підібрався до кулеметної точки ворога і гранатами придушив її, з автомата знищив 8 солдатів противника.
Наказом по 102-й гвардійській стрілецькій дивізії від 23 серпня 1944 року за виявлену стійкість і відвагу в боях, успішне форсування річки Вісла і утримання захопленого плацдарму гвардії рядовий Андрієнко Микола Карпович нагороджений орденом Слави 3-го ступеня (№ 94047).
19 січня 1945року війська 8-ї гвардійської армії спільно з 9-м і 11-м танковими корпусами звільнили польське місто Лодзь, а через кілька днів вибили ворога з Познані і 31 січня вийшли на річку Одер південніше міста Кюстрин. Протягом сімнадцяти днів гвардійці пройшли близько чотирьохсот кілометрів, звільнили тисячі населених пунктів. У цих боях знову відзначився гвардії рядовий Андрієнко.
25 січня в бою біля населеного пункту Оборники, за 25 кілометрів на північний захід від міста Познань, після загибелі мінометної обслуги першим розпорядився мінометом. Вогнем з міномета накрив кулемет ворога, відбиваючи контратаки противника, знищив 15 гітлерівців. Мінометником бився і на Кюстринському плацдармі, тут був прийнятий до лав ВКП(б)/КПРС.
Наказом по військах 8-ї гвардійської армії за мужність і відвагу в боях на Одерському плацдармі гвардії рядовий Андрієнко Микола Карпович нагороджений орденом Слави 2-го ступеня (№ 11383).
Вранці 16 квітня війська 1-го Білоруського і 1-го Українського фронтів перейшли у вирішальний наступ заключної Берлінської наступальної операції. У цих боях Микола разом з кулеметною обслугою вибив не одну ворожу позицію. Особисто знищив поміченого їм коригувальника артилерійського вогню, який коригував вогонь з висоти по позиціях радянських військ, що зробило можливим подальший наступ.
27 квітня — 2 травня 1945 року в боях на вулицях Берліна, знищив декілька десятків ворожих позицій і декілька кулеметних гнізд. У числі перших піднімався в атаки, ліквідував три вогневі точки ворога і понад 10 солдатів. 29 квітня, коригуючи вогонь мінометної батареї, Андрієнко засік 75-мм гармату і дві зенітні установки, які були потім придушені. За ці бої був представлений до нагородження орденом Слави 1-го ступеня.
Після Перемоги продовжував службу в армії на території Німеччини.
Указом Президії Верховної Ради СРСР від 15 травня 1946 року за зразкове виконання завдань командування в боях з німецько-фашистськими загарбниками на завершальному етапі Великої Вітчизняної війни гвардії єфрейтор Андрієнко Микола Карпович нагороджений орденом Слави 1-го ступеня (№ 658). Став повним кавалером ордена Слави.
У 1947 році був демобілізований. Повернувся в рідне село, працював у сільському споживчому товаристві. Вже вдома, в 1947 році фронтовику у військкоматі був вручений бойовий орден Слави 1-го ступеня.
У 1951 році повернувся в армію, на надстрокову службу у 102-й гвардійський протитанково-винищувальний Віденський полк. Служив на посаді старшини батареї. Полк кілька разів міняв дислокацію: місто Фастів Київської області, місто Золотоноша Черкаської області, місто Охтирка Сумської області. У 1959 році старшина Андрієнко звільнений у запас.
Переїхав на постійне місце проживання до міста Полтави. Працював у виробничо-технічному управлінні зв'язку до виходу на пенсію в 1985 році. Потім продовжував працювати там же до 1990-х років.
Помер 8 березня 2003 року, на 78-му році життя. Похований у Полтаві, на центральному міському кладовищі на Алеї слави.

## Нагороди
- Орден Вітчизняної війни 1-го ступеня;
- Орден Слави 3-х ступенів;
- Медалі.